# Luigi Piccatto
Luigi Piccatto (Turín, 13 de julio de 1954-Asti, Piamonte, 14 de marzo de 2023) fue un dibujante de cómic, jugador y entrenador italiano de fútbol americano.

## Biografía

### Historietas
En 1977 debutó en el mundo de los cómics dibujando Chris Lean, serie publicada en la revista Corrier Boy. Entre 1981 y 1982 dibujó historias cortas y autoconclusivos para Skorpio y Lanciostory, mientras que en 1985 diseñó Il ribelle para Jeans Avventure.
De 1981 a 1990 trabajó como guionista gráfico/visualizador independiente para varias agencias.
Dio el gran salto en 1986, cuando Sergio Bonelli Editore lo contrató para que formara parte del equipo de dibujantes del recién nacido Dylan Dog, del cual se convirtió en uno de los autores más prolíficos: de hecho, dibujó 66 álbumes de la serie regular, toda la serie Dylan presenta Groucho (9 álbumes), y varias historias publicadas en las series Almanacco della Paura, Speciale Dylan Dog, Dylan Dog Gigante, Maxi Dylan Dog, Dylan Dog: OldBoy y Dylan Dog Color Fest. Paralelamente, entre 1986 y 1988 trabajó también para el Corriere dei Piccoli.
Para Bonelli también dibujó algunos episodios de Viento Mágico, Zagor, Brendon, Nathan Never y Demian.
En 2006 fue galardonado por los lectores de la revista Fumo di China como el mejor diseñador de estilo realista.
En 2007, la entidad "Tra Langa e Monferrato" le encargó una historieta de 71 páginas, tituada Martino di Loreto y ambientada en 1100, escrita por el medievalista Renato Bordone y editada por Scritturapura Edizioni.
En 2012, con la colaboración de Renato Riccio y Matteo Santaniello y guion de Michele Masiero, para Bonelli realizó la novela gráfica Darwin, que narra las aventuras de un grupo de jóvenes supervivientes que intentan salvar su civilización en un París devastado por el desencadenamiento de fuerzas misteriosas.
Falleció en Asti, la ciudad donde vivió durante años, el 14 de marzo de 2023 a los 68 años.

### Deporte
En 1979 fue uno de los fundadores del equipo de fútbol americano Giaguari Torino, del que también fue quarterback entre 1981 y 1984, para luego convertirse en su entrenador.